# Tamara Jernigan
Tamara Elizabeth Jernigan, detta Tammy (Chattanooga, 7 maggio 1959), è un'ex astronauta statunitense.
Jernigan è nata nello Stato del Tennessee, è sposata con Peter Wisoff. Ha conseguito un bachelor of science nel 1981 in fisica ed un master nel 1983 in ingegneria presso l'Università di Stanford in California. Nel 1985 ha preso il master in astronomia alla Berkeley e nel 1988 un PhD in astrofisica all'Università Rice di Houston (Texas).
È entrata nel gruppo degli astronauti della NASA nel 1986 ed ha volato in 5 missioni del programma Space Shuttle: STS-40 (1991), STS-52 (1992), STS-67 (1995), STS-80 (1996) ed STS-96 (1999).